# 西利采 (伊爾沙瓦區)
48°17′31″N 22°59′20″E / 48.29194°N 22.98889°E
西利采（烏克蘭語：Сільце）是位於烏克蘭西部外喀爾巴阡州裏貝雷霍韋區的村莊，面積3.11平方公里，海拔高度164米，人口3,100，人口密度每平方公里10人。